# Castillo de Pancorbo
El castillo de Santa Marta, también llamado castillo de Pancorbo o La Sala, es un castillo construido en el siglo IX en una cresta rocosa sobre el municipio de Pancorbo, provincia de Burgos. En la actualidad apenas quedan unas cuantas ruinas visibles de su estructura original, destacando un puente entre las peñas.

## Historia

### Origen
La posición del castillo dominando la entrada del desfiladero de Pancorbo le proporciona una utilidad estratégica de primer orden. El castillo fue construido por el conde Diego Porcelos poco antes del 882, aunque seguramente ya existiese alguna edificación abandonada en el lugar de origen más antiguo. En la primavera de 882, el príncipe al-Mundir junto con el primer ministro Hashim ibn Abd al-Aziz se puso al mando de un ejército que la crónica cristiana cifra en 80.000 hombres; cifra que parece descabellada para el emirato. Este ejército sarraceno se dirigió contra la fortaleza construida en Cellorigo por el conde Vela Jiménez. La batalla de Cellorigo resultó un fracaso para el musulmán y se dirigió contra Pancorbo, recientemente construido para defender, al igual que Cellorigo, la entrada de Castilla desde las tierras de los Banu Qasi. Después de tres días asediando Pancorbo los musulmanes se dieron cuenta de lo inexpugnable de la fortaleza y levantaron el campamento dirigiéndose contra la fortaleza de Castrogeriz, que aún estaba levantando el conde Munio Núñez. Como no estaba aun terminada, el conde Munio optó por abandonar la fortaleza y los musulmanes entraron en ella a placer.
En la primavera de 883 se volvió a repetir la campaña y Cellorigo y Pancorbo volvieron a resultar inexpugnables. Esta vez Castrogeriz ya estaba terminada y tampoco se pudo tomar, y los musulmanes solo pudieron llevarse botín de la antigua fortaleza de Sublancia.

### Pertenencia a Navarra
El asesinato del conde García Sánchez de Castilla en 1028 hizo que Castilla fuese heredado por Sancho III el Mayor, rey de Navarra, por el matrimonio de este con la hermana de García, Mayor de Castilla. Sancho entregó la tenencia del castillo de Pancorbo a leales navarros de la familia Fortuniones:
- Sancho Fortuniones III (1031/1061), y
- Jimeno Fortuniones (1054/1071).

Después de 1071 volvió la tenencia del castillo a manos castellanas. Pero al llegar al trono la reina Urraca, que estaba casada con Alfonso I, rey de Navarra y Aragón, el aragonés decidió hacer suya la política castellana y comenzó a entregar castillos y plazas fuertes castellanas a caballeros de su hueste, navarros y aragoneses. Así, en 1110 el castillo de Pancorbo estuvo bajo la tenencia de un navarro llamado Bernardo Gómez.
La última vez que Pancorbo fue tenencia navarra fue brevemente en 1129, durante la guerra entre Alfonso VII de Castilla frente a Alfonso I.

### Señorío del Concejo de Burgos
En 1380 la villa de Pancorbo pasó a ser parte del señorío del Concejo de la ciudad de Burgos.
A mediados del siglo XV, el conde de Salinas, don Diego Gómez de Sarmiento, usurpó la fortaleza de Pancorbo y el castillo de Miranda de Ebro, manteniendo en su poder la de Pancorbo hasta las primeras décadas del siglo XVI.
En 1679 pasó por Pancorbo la comitiva de la reina María Luisa de Orleáns, que iba a casarse con Carlos II. Un autor francés de dicha comitiva hizo una descripción del castillo:

Tiene una peña que domina el lugar, tan eminente que parece inaccesible y sobre ella ha fundado un castillo inexpugnable, que tendrá veinte pasos de ancho y ciento cincuenta de largo y para subir a él están los escalones hechos en la misma roca, que es necesario subir trepando a él. En otra peña inmediata que está cerrada tiene artillería; más abajo tenía cerca y contracerca y después otra muy grande que hacía media luna.

### Destrucción
El castillo fue restaurado a la vez que se ejecutaban las obras de la fortaleza de Santa Engracia en la última década del siglo XVIII. Pero el arreglo de sus defensas no duró mucho, pues fue quemado el 10 de agosto de 1835 por los enemigos de Isabel II, durante la I Guerra Carlista.
En la actualidad, tan sólo se pueden vislumbrar los restos de sus muros, los agujeros en las rocas para anclaje de las escaleras, y un puente entre dos peñas.